# Teresa Sampsonia

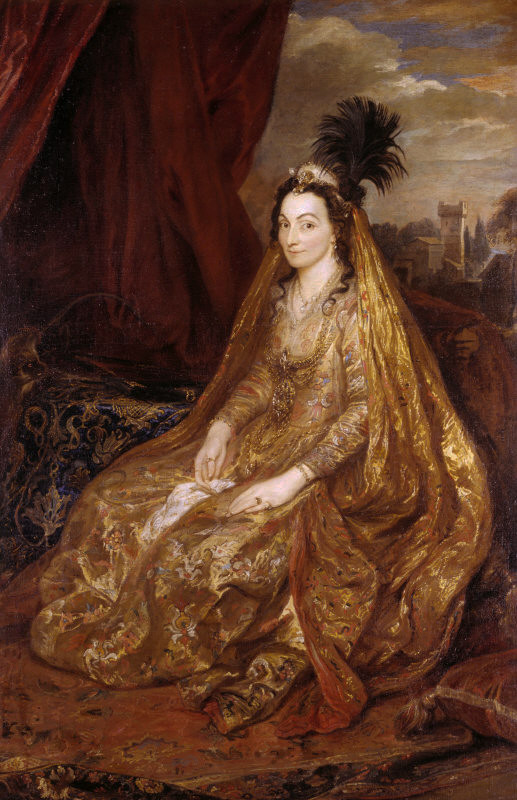
Porträt der Elisabeth oder Theresia Shirley in orientalischer Kleidung, Öl auf Leinwand von Anthony van Dyck in Rom, 1622

Teresa Sampsonia (nach der Heirat Lady Shirley; * um 1589 im safawidischen Reich; † 1668 in Rom) war eine iranisch-englische Adlige des safawidischen Reiches in Iran. Sie war die Ehefrau des englischen Abenteurers Robert Shirley, den sie auf seinen Reisen und Gesandtschaften durch Europa im Namen des safawidischen Königs (Schah) Abbas des Großen (regierte 1588–1629) begleitete.

## Frühes Leben und Heirat
Sampsonia wurde 1589 in eine adlige christlich-orthodoxe tscherkessische Familie im safawidischen Reich geboren. Sie war die Tochter des als Ismail Khan bekannten Schwagers von Schah Abbas I. – Ismails Geburtsname wird auf Teresas Grab als „Samphuffus“ angegeben, laut Historikern war er auch unter dem Namen „Sampsuff Iscaon“ bekannt. In der Forschung wird mitunter davon ausgegangen, dass ihr eigener Geburtsname Sampsonia (eine weibliche Form von Simson) lautete. Es war zu jener Zeit für Tscherkessen nicht unüblich, muslimische, christliche und pagane Familienmitglieder zu haben, was Fragen nach ihrer religiösen Herkunft verkompliziert.
Sampsonia wuchs in Isfahan am iranischen Königshof auf. Dort lernte sie den englischen Abenteurer Robert Shirley kennen, der an den Hof geschickt worden war, um ein Bündnis gegen das benachbarte Osmanische Reich zu schmieden. Am 2. Februar 1608 heirateten Teresa und Robert mit Zustimmung ihrer Tante und Abbas’ in Iran. Etwa zur Zeit ihrer Hochzeit wurde sie von den Karmeliten in Isfahan auf den Namen Teresa römisch-katholisch getauft, nach Teresa von Ávila.

## Reisen und diplomatische Missionen
Teresa begleitete Robert auf seinen diplomatischen Missionen für Schah Abbas zu den königlichen Höfen Europas. Auf ihrer ersten Gesandtschaftsreise besuchten sie den Großfürsten von Moskau Wassili IV., Papst Paul V. in Rom und König Sigismund III. von Polen. In England wurde 1611 ihr einziges Kind, ein Sohn namens Henry, geboren. Seine Taufpaten waren Prinz Henry Frederick und Königin Anne.
Auf ihrer letzten Mission kamen Teresa und Robert am 27. September 1617 über Goa in Lissabon an. Sie reisten weiter nach Madrid, Florenz und Rom, wo Anthonis van Dyck 1622 ihre Porträts malte. Über Warschau und möglicherweise Moskau kehrten sie 1623 ein letztes Mal nach England zurück, bevor sie 1627 in das safawidische Reich zurücksegelten.

## Späteres Leben und Tod
Nach Roberts Tod 1628 wurde Teresa von einigen Adligen am Hof verleumdet. Sie wurde vor einen Mullah gebracht und zu ihrer Religion befragt, blieb aber standhaft in ihrem christlichen Glauben. Mit Hilfe der Karmeliten in Isfahan erhielt sie schließlich im September 1629 die Erlaubnis, das Land zu verlassen.

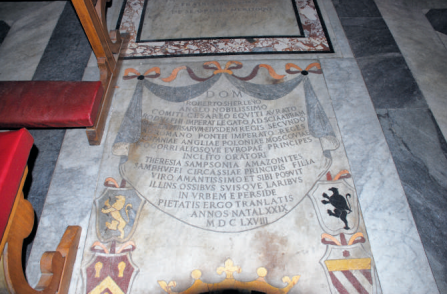
Grabstein von Robert Shirley und Teresa Sampsonia in S. Maria della Scala, Rom

Teresa kam am 27. Dezember 1634 in Rom an, wo sie freundlich von Papst Urban VIII. empfangen wurde. Sie kaufte ein Haus neben der Kirche Santa Maria della Scala und widmete sich in den folgenden Jahrzehnten der Wohltätigkeit und Religion. 1658 ließ sie Roberts sterbliche Überreste aus Isfahan nach Rom überführen und in Santa Maria della Scala beisetzen. Teresa starb 1668 im Alter von 79 Jahren und wurde im Grab ihres Ehemanns beigesetzt. Die von ihr verfasste Grabinschrift betont ihre adlige tscherkessische Herkunft und Roberts diplomatische Missionen.

## Bedeutung und Nachwirkung
Teresa Sampsonia wird als eine Frau beschrieben, die die patriarchalischen Geschlechterrollen ihrer Zeit in der muslimischen und christlichen Kultur durchbrach. Ihre Abenteuer und die „hybriden Identitäten“ des Ehepaars inspirierten zahlreiche literarische und visuelle Werke ihrer Zeitgenossen, darunter Porträts, Pamphlete und Theaterstücke. Allerdings wurde Teresas Geschichte als bedeutende Frau des 17. Jahrhunderts weitgehend von den Erzählungen über ihren Mann Robert und dessen Brüder überschattet.